# Chapman Stick

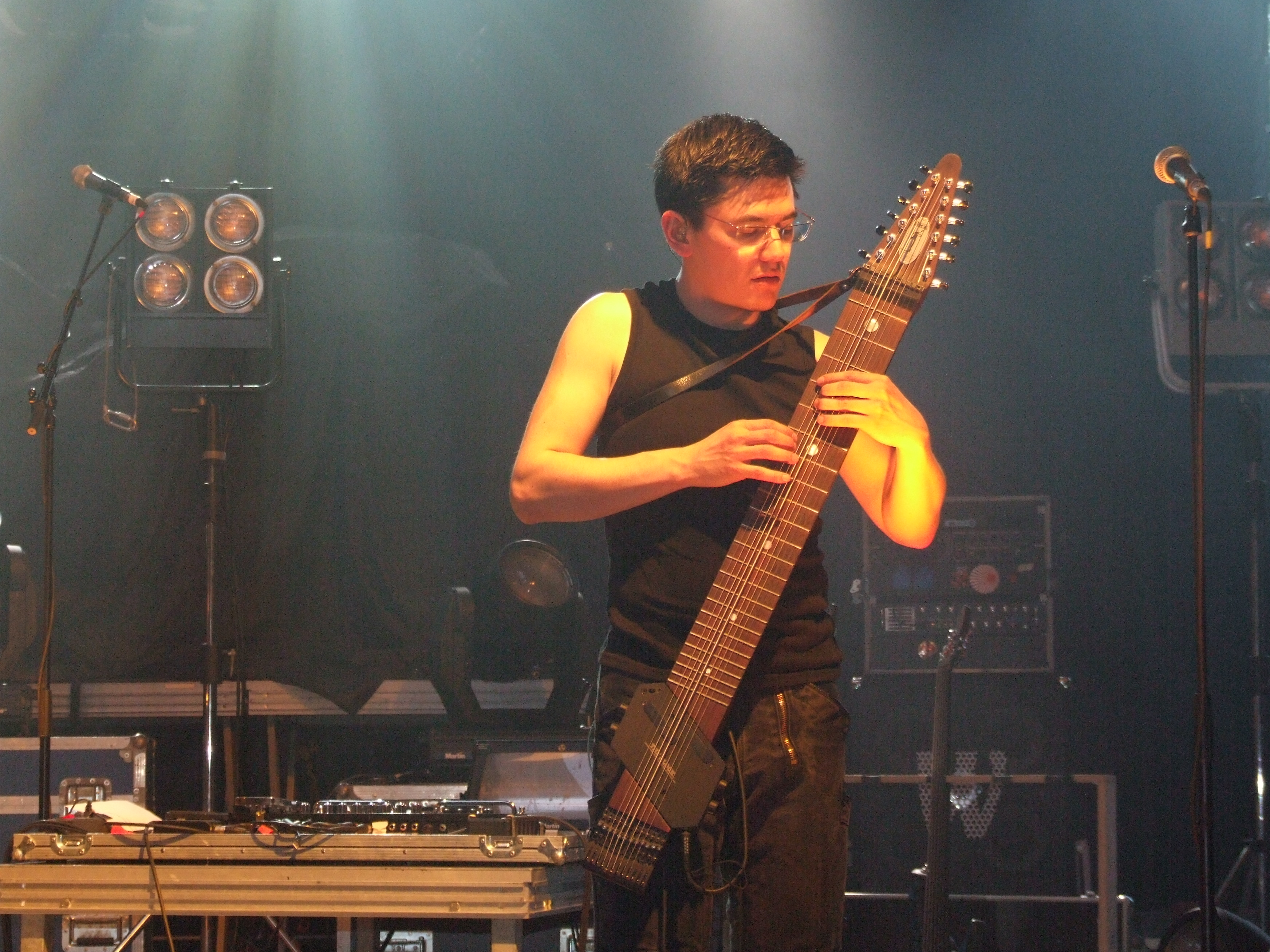
Chapman Stick, Bruder Frank of Band Saltatio Mortis

A Chapman Stick (vagy Stick) egy a gitár és basszusgitár családba tartozó hangszer, melyet a kaliforniai származású hangszerkészítő és jazzgitáros Emmett Chapman fejlesztett ki az 1960-as évek végén, az 1970-es évek elején. A Chapman Stick általában 10 vagy 12 húros hangszer, melyet az olyan haladó szellemű gitárosok igényeire formáltak, akik tovább akarták fejleszteni a tapping technikát. Ennek megfelelően a hangszert mindkét kézzel a nyakon játszva szólaltatják meg.
Mivel a húrok két részre oszthatóak (dallam és basszus), a Chapman Stick lehetővé teszi, hogy saját basszuskíséretünket az akkordokkal, illetve a dallammal egyidőben játszhatjuk.

## Leírás, játékmód
A Stick úgy néz ki, mint az elektromos gitár fogólapjának egy szélesebb és hosszabb változata, melyen rendszerint 10 vagy 12 húr található. Az elektromos gitárral ellentétben nem pengetéssel szólaltatják meg a hangszert, hanem a húrok két kézzel való megérintésével, leütésével, amit tapping technikának nevezünk. Mivel a húrok két részre oszthatóak (basszus és dallam), így a Chapman Stick-en egymástól független akkordmenetekből, basszuskíséretből és dallamokból álló szerzemények is előadhatóak. Ez a játékmód leginkább a billentyűs hangszerekéhez hasonló játéktechnikához hasonlít, mely során a két kéz egymástól függetlenül játszik. A két szólamban való játékmód igen magas szintű virtuozitást követel, ezért a Chapman Stick kevésbé elterjedt hangszer, mint a hagyományos gitárok.
A Stick-hez rendszerint egy vállpánt tartozik, mely a zenész bal vállára kerül abban az esetben, ha az illető jobbkezes. A kényelmes játékmód érdekében csaknem teljes mértékben függőleges állapotban tartják a hangszert, általában 30-40 fokos szögben döntik csak meg.

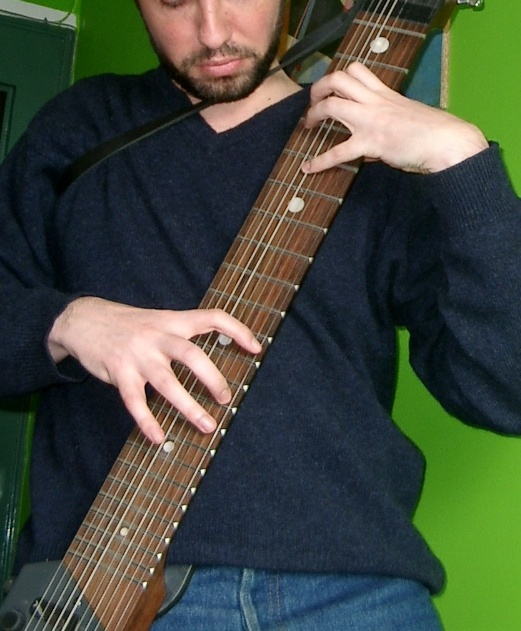
A Stick kimondottan ritmikus hangszer, melynek a tapping technika révén nagyon határozott a hangmegformálása.

A Stick basszus- és dallamrészén is a fogólap közepén találhatóak a legmélyebb húrok. A basszus húrcsoport egy lefelé fordított elektromos basszusgitárnak felel meg, míg a dallamoldalon található húrok hangolása általában a gitárhoz hasonló.
Az egyenes fogólap általában 24 gyémántprofilú fémérintővel rendelkezik.
A nyereg mechanikai segítségével külön nyeregmagasság állítható a húrcsoportoknál. A húrrögzítő és húrlábegység révén minden húr esetén külön oktávbeállításra van lehetőség, de a húrmagasságot is be lehet ezáltal állítani.
Általában egy sztereó humbucker hangszedővel rendelkezik, külön állítható vasmagokkal. Ehhez két hangerőszabályozó tartozik, csatornánként egy. Az árnyékolást pedig egy hangáteresztő műanyag pick-up ház biztosítja.
A Stick-nek létezik MIDI kompatibilis verziója is, mely hangadottságait tekintve hosszabb hangkitartással bír, mint egy hagyományos gitár.

## Története
Emmett Chapman hangszerkészítő és jazzgitáros a 60-as évek végén fejlesztette ki a kétkezes tapping technikát, mely által új lehetőségek nyíltak meg előtte a gitár használatát illetően. 1969-ben elhatározta, hogy egy olyan hangszert készít, mely által teljes mértékben ki tudja aknázni a tapping technikában rejlő lehetőségeket. A Chapman Stick tervezése és fejlesztése öt éven át tartott. Chapman ez idő alatt elhatározta, hogy vállalkozást indít és kereskedelmi forgalomba hozza a forradalmi hangszert. Az első sorozatban gyártott modell 1974-ben jelent meg, a hangszer pedig 1974. október 10-én került bemutatásra a What's My Line? című TV-műsorban.

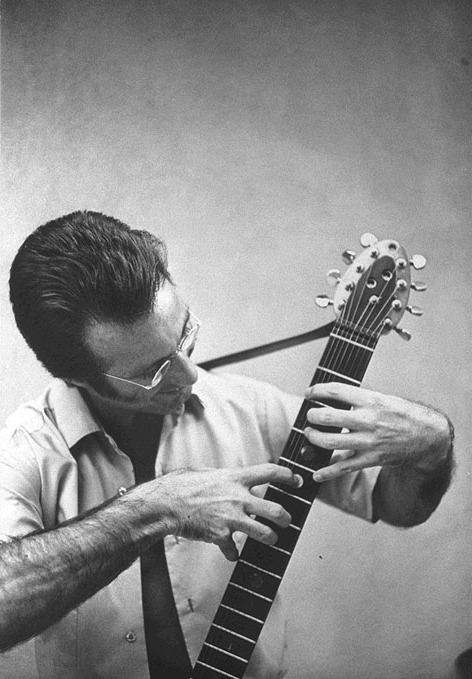
Emmett Chapman a Chapman Stick egy kezdetleges verziójával 1969-ben.

Alphonso Johnson, a fúziós jazz egyik legnépszerűbb együttesének, a Weather Report-nak a basszusgitárosa volt az elsők egyike, aki Chapman Stick-en játszott. Rajta kívül még Tony Levin volt az, aki révén a hangszer bekerült a köztudatba. Ők ketten már a 70-es években használták a Stick-et, Levin pedig olyan népszerű együttesekben mutatkozott a hangszerrel, mint a King Crimson vagy Peter Gabriel zenekara. Levin később a Yes, a Pink Floyd és a Liquid Tension Experiment tagjaként is használta a hangszert. Később Michael Bernier Stick-játékossal és Pat Mastelotto dobossal létrehozta a Stick Man formációt, mely által neve még inkább egybeforrt a hangszerrel.
1985-ben jelent meg Emmett Chapman első szólólemeze, a Parallel Galaxy, melyen szintén a Chapman Stick-é a főszerep.
A 80-as évektől egyre többen kezdték használni a hangszert, melyet jazz muzsikusok ugyanúgy használnak, mint pop vagy heavy metal zenészek. A hangszer néhány híres virtuóza: Greg Howard, Bob Culbertson, Nick Beggs, Rob Martino.

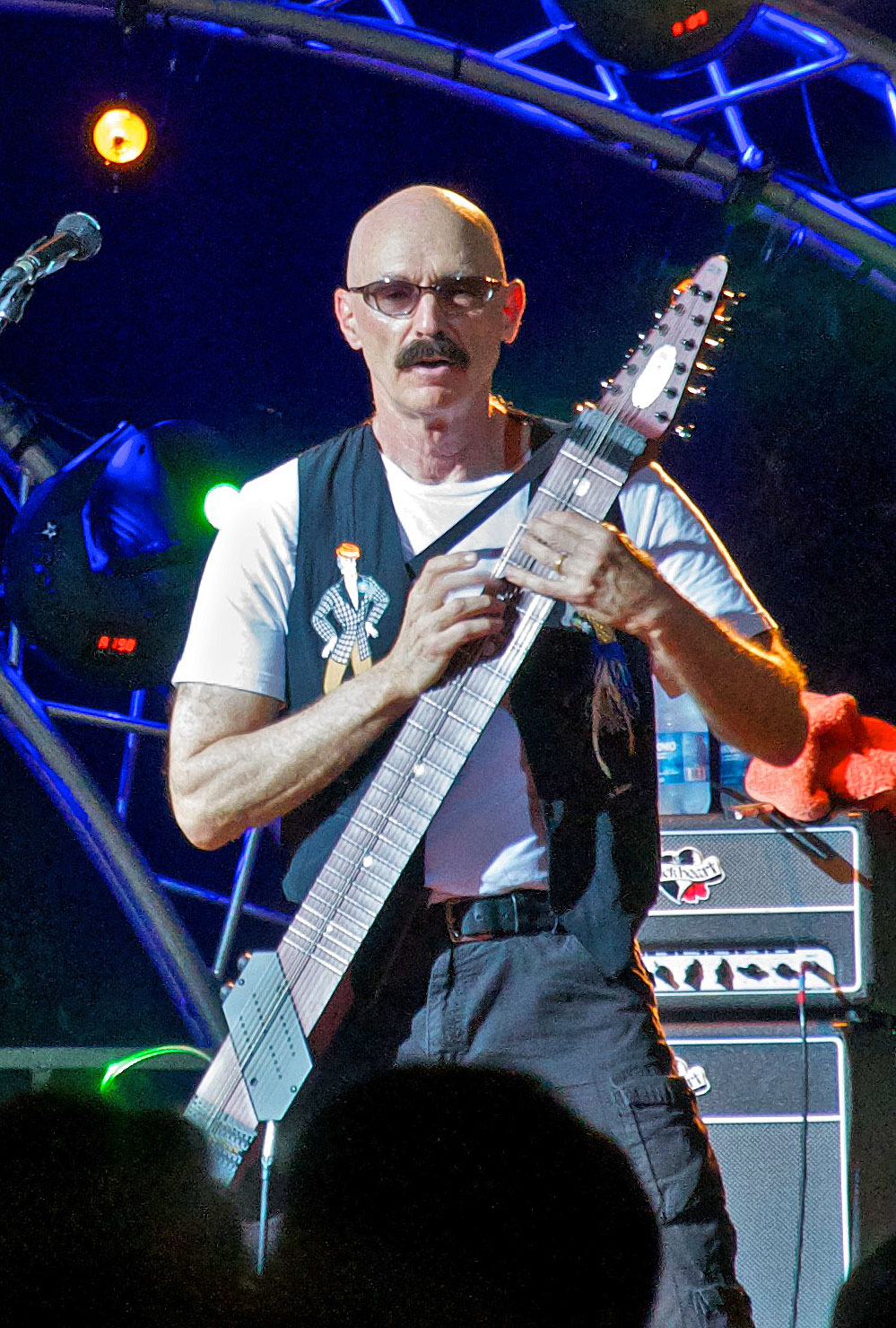
Tony Levin nagyban hozzájárult a hangszer népszerűsítéséhez.

## Technikai részletek
A Chapman Stick-ek sokféle anyagból készülhetnek. Eleinte keményfákat használtak, de az 1980-as évek elején égerrel és egzotikus fafajokkal is dolgoztak. Az 1990-es évek elején készült modellekhez polikarbonátot alkalmaztak, manapság pedig indiai rózsafából, mahagóniból és juharból is készülnek, de a gyártás folyamán bambusz is felhasználásra kerülhet.
A basszus/dallam osztály elkülönülése mikrotonális hangolást tesz lehetővé, miáltal szokatlanul egzotikus hangok csalhatóak elő a hangszerből.
A Stickek aktív és passzív hangszedőkkel is rendelkezhetnek, egyes modellek testreszabott Roland GK-3 hangszedőkkel vannak ellátva. Ezáltal a hangszer csatlakoztatható Roland GR-20 gitárszintetizátorokhoz is, valamint egyéb MIDI eszközökhöz.
A hangszer 2 csatornás kimenettel rendelkezik (külön a basszus és dallamrészhez), valamint TRS 1 /4-es csatlakozóval van ellátva. A Stick bármilyen gitár és basszusgitár erősítőhöz csatlakoztatható, azonban a passzív hangszedők zajérzékenysége miatt, a PA vagy billentyű erősítők ideálisabbnak bizonyulhatnak.
A brit zenész Nick Beggs nevéhez fűződik a "Virtual Stick", mely a szinte teljes mértékben MIDI-kompatibilitása miatt kapta a nevét.

## Modellek
Jelenleg 7 féle különböző modellt lehet megkülönböztetni, alább pedig a hangszer néhány különleges változata olvasható.

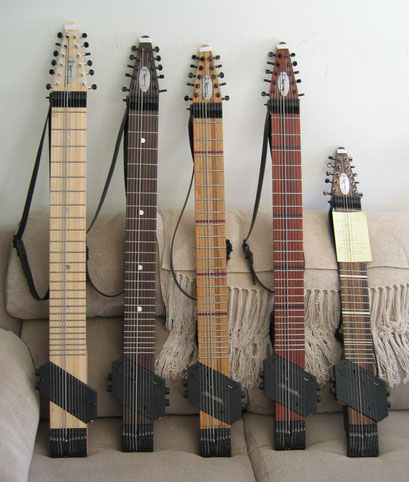
A fotón az alábbi modellek láthatóak: GrandStick, Stick, AltoStick

- The Stick (10 húr, 5 dallam + 5 basszus)
- Grand Stick (12 húr, 6 dallam + 6 basszus)
- Stick Bass (SB8) (8 húr, általában 4 dallam + 4 basszus, vagy osztatlan basszusgitárszerű kivitelben)
- NS/Stick (8 húros, fej nélküli, pengetéssel is megszólaltatható hangszer, melyet Chapman Ned Steinbergerrel fejlesztett ki.)
- Stick XG (a hagyományos Stick-nek egy grafit felhasználásával készült változata)
- Alto Stick (10 húr, 5 dallam + 5 basszus, rövidebb, a gitárokéhoz hasonló skálahosszúsággal)
- Stick Guitar (12 húr, 2 hat húros csoport, rövidebb, a gitárokéhoz hasonló skálahosszúsággal)

A Stick Enterprises által gyártott egyedi, és korlátozott számú modellek:
- The Acoustick: hagyományos Stick akusztikus változata, mely Bob Culbertson nevéhez fűződik.[2][3]
- A 10-string Grand Stick: 10 húros, az átlagosnál szélesebb fogólappal rendelkező Stick.
- StickXBL – A BassLab által "tunable composite" anyagból készült Stick, melyből csak kevés példány létezik.[4][5]

## Chapman Sticken játszó zenészek
- Michael Bernier (Stick Men)
- Nick Beggs (Kajagoogoo, Ellis, Beggs & Howard, John Paul Jones, Nik Kershaw, Howard Jones, Iona)
- Blue Man Group
- Zeta Bosio (Soda Stereo)
- Emmett Chapman
- Guillermo Cides (saját neve alatt dolgozó Stick-játékos)
- Bob Culbertson (saját neve alatt dolgozó Stick-játékos)
- Greg Howard (szóló valamint a Dave Matthews Band Before These Crowded Streets albumán)
- Alphonso Johnson (ex-Weather Report, Santana, Gregg Rolie Band)
- Tony Levin (szóló és Peter Gabriel, King Crimson, Liquid Tension Experiment, Stick Men, stb.)
- Steve Adelson (Chapman Stick oktató és előadóművész)
- Sean Malone (Cynic és Gordian Knot)
- Rob Martino
- John Myung (Dream Theater)
- Mike Oldfield (a The Songs of Distant Earth albumon)
- Jeff Pearce (szólóban és William Ackerman oldalán)
- Don Schiff (szólóban, Lana Lane és a Rocket Scientists oldalán)
- Terry Burrows (író és zenész)
- Fergus Marsh (Bruce Cockburn)
- Alex Nahas (Chapman Stick-en játszik Jill Tracy The Bittersweet Constrain albumán)
- Mark McCullough (Red Wanting Blue)